# 都市対抗野球大会 (佐賀県勢)
本項は、都市対抗野球大会における佐賀県勢の戦績についてまとめたものである。

## 概略
- 佐賀県は、一貫して九州地区に属する。戦後の高度経済成長期に花形産業であった炭鉱から、1952年（第23回大会）から2年連続で大町町・杵島炭鉱が本大会に出場したが、いずれも初戦敗退している。
- その後佐賀県から本大会に出場を果たしたチームは現れていない。本大会未勝利県のひとつである。

## 通算成績
（第91回大会まで。中止となった第15回大会を除く。以下本項において同じ。）
- 延べ出場回数　2回
- 優勝回数　なし
- 準優勝回数　なし
- 通算勝敗　0勝2敗（勝率 .000）

## 出場チームの戦績
| 年     | 回     | 都市・チーム     | 成績      | 試合結果 | 試合結果                    |
| ------ | ------ | ---------------- | --------- | -------- | --------------------------- |
| 1952年 | 第23回 | 大町町・杵島炭鉱 | 2回戦敗退 | 2回戦    | ● 0－2 京都クラブ（京都市） |
| 1953年 | 第24回 | 大町町・杵島炭鉱 | 2回戦敗退 | 2回戦    | ● 0－3 全鐘紡（大阪市）     |

## 他県勢との対戦成績
| 都道府県 | 試合 | 勝 | 敗 | 分 |
| -------- | ---- | -- | -- | -- |
| 京都府   | 1    | 0  | 1  | 0  |
| 大阪府   | 1    | 0  | 1  | 0  |

## 都市別の他都市との対戦成績
（都市名は、最後に対戦した時点での名称を記す。）
- 大町町

| 都市   | 試合 | 勝 | 敗 | 分 |
| ------ | ---- | -- | -- | -- |
| 京都市 | 1    | 0  | 1  | 0  |
| 大阪市 | 1    | 0  | 1  | 0  |